# José Pessoa Cavalcanti de Albuquerque

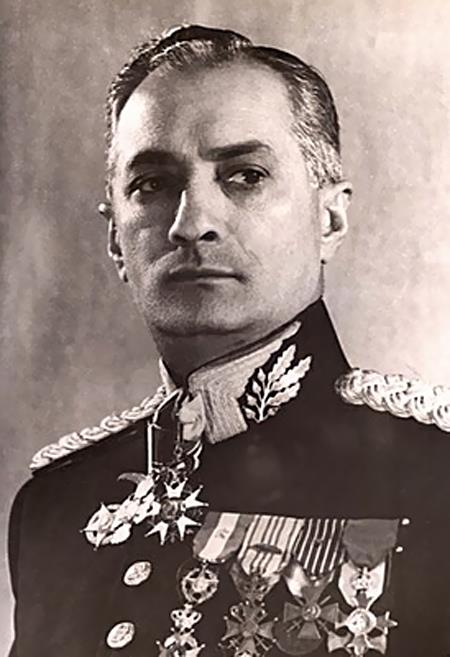
José Pessoa en los últimos años de su carrera militar.

José Pessoa Cavalcanti de Albuquerque (Cabaceiras, 12 de septiembre de 1885 — Río de Janeiro, 16 de agosto de 1959) fue un militar ascendido a mariscal en el Ejército Brasileño.

## Biografía
Fue hijo de Cândido Clementino Cavalcanti de Albuquerque y de Maria Pessoa Cavalcanti de Albuquerque, sobrino de Epitácio Pessoa (presidente de Brasil de 1919 a 1922) y hermano de João Pessoa, gobernador del estado norteño de Paraíba.

## Vida militar
Se unió al Ejército Brasileño en 1903, formando parte del 2.º Batallón de Infantería de Recife.
Debido al éxito de su carrera, en 1918 fue asignado a participar de la misión preparatoria militar que el Ejército Brasileño envió a Francia durante la Primera Guerra Mundial contra las Potencias Centrales. Ahí realizó un breve período de prácticas en Saint-Cyr para aprender acerca de la adaptación de su rama militar (la Caballería) al recientemente inventado tanque. Luego de esto se unió al 4.º Regimiento de Dragones de la 2.ª División de la Caballería francesa. Ese año, este regimiento (así como otras unidades de la caballería francesa) participó activamente en la contención de las ofensivas alemanas durante el Kaiserschlacht, utilizando modelos Schneider y Saint-Chamond, y eventualmente con los revolucionarios Renault FT. A pesar de sufrir varias pérdidas, la contraofensiva final fue un éxito. Como líder de pelotón, mientras servía en esta unidad (cuyas filas, cuando él llegó, consistían en su mayoría de tropas coloniales), fue condecorado por los belgas y los franceses por su valentía, la cual él insistía debería ser atribuida a la valentía de sus subordinados. Hacia el final de la guerra, estando hospitalizado debido a la fiebre tifoidea, tuvo un romance con una enfermera inglesa, quien luego sería su esposa.
Luego de la guerra, al regresar a Brasil, se basó en sus experiencias para reformar y actualizar al Ejército Brasileño. Aunque tuvo éxito relativo en lo que respecta a algunos asuntos internos de la institución (como la reforma de la Academia del Ejército Brasileño), su postura (luego de 1930) en contra del involucramiento del ejército en la política y la vida civil gradualmente lo alejó del centro del poder militar.
Publicó sus experiencias de la guerra, en parte, en 1921, en su libro Os Tanks na Guerra Européia (Los tanques en la guerra europea), que podrían haber sido la base para el desarrollo y mantenimiento de un ejército de cuerpos blindados moderno; sin embargo, luego de un tímido comienzo en la primera parte de la década de los veinte, ya no eran avaladas por el Estado Mayor, incluso durante la Segunda Guerra Mundial, cuando se hizo necesario crear una Fuerza Expedicionaria.
El Regimiento de la 12.ª Caballería adoptó su nombre en su homenaje.
Durante sus últimos años en la década de los cincuenta, tras retirarse de la vida militar, cooperó con el planeamiento de la nueva capital brasileña, Brasilia.